# چشمه محمد رسول‌الله
چشمهٔ محمد رسول‌الله نام یکی از جاذبه‌های دیدنی شهرستان اقلید در استان فارس می‌باشد. این چشمه که در ضلع جنوب غربی و در کنار مزارع شهر اقلید واقع شده است در گذشته چشمه شکاب نیز نامیده می‌شده و اما احتمالاً به دلیل توقف کاروان علی بن موسی الرضا در سفر به خراسان در این منطقه به چشمهٔ محمد رسول‌الله مشهور گشته است. همچنین وجود چشمه سارهای چال باباشاه و کَشکوک و باغات وسیع گردو بر زیبایی این منطقه افزوده است. مصرف آب این چشمه در مزارع تولید سبزی، باعث شده است که این منطقه به قطب تولید سبزیجات پاک و اورگانیک مشهور گردد. بر بلندای تپهٔ سنگی در جنوب چشمه، آثاری با حدود۱۵۰۰ سال قدمت دیده می‌شود که در باور بومیان به سنگ دل دل (نام اسب علی بن ابی طالب) مشهور است و گرد آن آیین‌های فولکلور شبه مذهبی و بومی نیز شکل گرفته است. نام دل دل نیز به سفر علی بن موسی الرضا اشاره دارد زیرا مردم بومی در سال‌های پیش اعتقاد داشتند که این سفر توسط علی بن ابی طالب انجام شده است که پس از بررسی‌های تاریخی در دهه هشتاد این باور تغییر کرده است در حقیقت این آثار که به شکل چند مجموعه جوقن سنگی دیده می‌شود به رسم گبرنشین‌های دوران پیش از اسلام نشان از رهسازی یا خاکسپاری اجساد مردگان بوده است. کتیبهٔ پهلوی این تپهٔ باستانی نیز قبل از هر گونه ثبت و تصویربرداری به روایت شاهدان در سال‌های دور در بهسازی‌های منطقه به‌طور ناخواسته توسط ادوات سنگین راه‌سازی کاملاً نابود شده است. بر روی این تپه دریاچهٔ مصنوعی با یک لنج قدیمی به چشم می‌خورد که کشتی نوح را به یاد انسان می‌آورد. این لنج پس از امضای تفاهم‌نامهٔ خواهرخواندگی بین شهرداری اقلید و بندر گنگ در این محل مستقر شده است.

## توسعه تفرجگاه
در حال حاضر بزرگ‌ترین پارک ییلاقی منطقه شمال فارس در کنار این چشمه واقع شده است. همه روزه گردشگران زیادی از شهرستان‌ها و استان‌های همجوار از این پارک دیدن می‌نمایند. این منطقه پتانسیل بالایی در جهت تبدیل شدن به یک قطب گردشگری ملی را دارا می‌باشد. حضور در این منطقهٔ ییلاقی در اواسط فصل بهار و تا اواخر تابستان پیشنهاد می‌گردد.